# Akiruno

Akiruno (あきる野市 Akiruno-shi?) este un municipiu din Japonia, zona metropolitană Tōkyō.